# عبدالله ابن معاویه

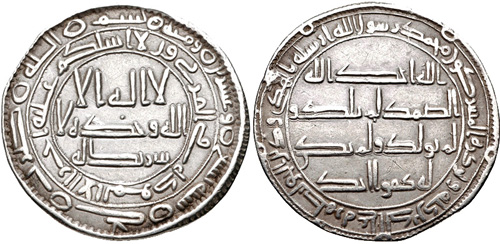
درهم ضرب شده بنام عبدالله ابن معاویه

عبدلله بن معاویه بن عبدالله بن جعفر بن ابی‌طالب، رهبری علوی بود که جنبشی را علیه امویان در کوفه و بعدها در ایران به راه انداخت.

## تبار و امامت
عبدالله بن معاویه از نوادگان برادر علی، جعفر بن ابی‌طالب است. پس از مرگ ابوهاشم، نوهٔ علی ابن ابی‌طالب در سال ۷۰۳ میلادی علویان رهبری خود را از دست دادند و گروه‌هایی برای تصدی این منصب با هم به رقابت پرداختند. گروهی ادعا کردند ابوهاشم، محمد بن علی عباسی (پدر سفاح و منصور) را به عنوان امام پس از خود انتخاب کرده‌است در حالی که گروهی دیگر می‌خواستند عبدالله بن عمرو الکندی را امام بعدی اعلام کنند. گروه دوم درنهایت به امامت عبدالله بن معاویه تن دادند.
به گفتهٔ کارل ویلهلم زترشتین، عبدالله علاوه بر ادعای امامت، «مدعی بود که هر دو مقام الوهیت و نبوت در او جمع شده‌است، چرا که روح خداوند از امامی به امام دیگر منتقل شده و در نهایت در او حلول پیدا کرده‌است». به این صورت، پیروان او معتقد به تناسخ شدند و رستاخیز مردگان را انکار کردند.

## شورش و مرگ
در سال ۷۴۴ میلادی، عبدالله و پیروانش در کوفه طغیان کردند و با پیوستن گروه‌های علوی دیگر به آن‌ها (بخصوص زیدیها)، کنترل شهر کوفه را به دست گرفته و فرماندار آن جا را از شهر اخراج کردند. عبدالله بن عمر بن عبدالعزیز، حاکم اموی عراق به سرعت به این شورش واکنش نشان داده و ارتشی را به کوفه ارسال کرد. غالب کوفیان دست از حمایت علویان کشیدند، اما عزم راسخ زیدی‌ها در جنگ، کمک کرد تا عبدالله بتواند به مدائن و سپس به جبال عقب‌نشینی کند.
فارغ از شکست او در کوفه، بسیاری از مخالفان امویان، شروع به جمع شدن گرد پرچم او کردند؛ از جمله باقیماندگانی از خوارج که توسط مروان دوم سرکوب شده بودند و گروهی از هوادارن عباسیان. با استفاده از آشفتگی‌های ناشی از جریان موسوم به فتنهٔ سوم و آغاز انقلاب عباسیان در خراسان که امویان را ناتوان ساخته بود، عبدالله تصمیم گرفت که کنترل خود را بر مناطق وسیع‌تری از ایران از جمله جبال، اهواز، فارس و کرمان گسترش دهد.
در نهایت مروان دوم، سپاهی را برای مقابله با عبدالله ارسال کرد. نیروهای علوی تماماً شکست خوردند و حکومت او بر ایران در سال ۷۴۷ میلادی از میان رفت. عبدالله خود توانست به خراسان بگریزد، جایی که در آن فرماندهٔ عباسی، ابومسلم او را به قتل رساند.